# 밀양 표충사 명부전
밀양 표충사 명부전(密陽 表忠寺 冥府殿)은 대한민국 경상남도 밀양시 단장면 구천리 표충사에 있는 명부전이다.
1985년 11월 14일 경상남도의 문화재자료 제143호 표충사 명부전으로 지정되었다가, 2018년 12월 20일 현재의 명칭으로 변경되었다.

## 개요
표충사는 통도사에 딸린 절로, 사명대사의 충훈을 추모하기 위하여 세운 표충사당이 있는 절이다.
명부전은 유명계의 심판관인 시왕(十王)을 모시고 있다고 하여 시왕전(十王殿) 또는 지장보살을 중심으로 모시고 있다 하여 지장전이라고도 한다. 시왕은 죽은 자들의 죄를 심판하는 10명의 지옥왕으로, 일반인에게 널리 알려져 있는 염라대왕은 이 가운데 다섯 번째 왕이다. 지장보살은 불교 구원의 이상을 상징하는 보살로서, 모든인간이 구원을 받기까지 자신은 부처가 되는 것을 미루면서 천상에서 지옥에 이르는 육도(六道)의 중생을 낱낱이 교화시키는 역할을 맡았다고 한다.

## 참고 문헌
- 밀양 표충사 명부전 - 국가유산청 국가유산포털